# 브뤼노 뒤몽
브뤼노 뒤몽(Bruno Dumont, 1958년 3월 14일 ~ )은 프랑스의 영화 감독, 영화 각본가이다.

## 작품 목록
- 예수의 삶 (1997)
- 휴머니티 (1999)
- 트웬티나인 팜스 (2003)
- 플랑드르 (2006)
- 하데비치 (2009)
- 아웃사이드 사탄 (2011)
- 까미유 끌로델 (2013)
- 릴 퀸퀸 (2014)
- 슬랙 베이: 바닷가 마을의 비밀 (2016)
- 잔 다르크의 어린 시절 (2017)
- Coincoin and the Extra-Humans  (2018)
- 잔 다르크 (2019)
- 프랑스 (2021)
- 엠파이어 (2024)